# Atanycolus fahringeri
Atanycolus fahringeri är en stekelart som beskrevs av Roy D. Shenefelt 1978. Atanycolus fahringeri ingår i släktet Atanycolus och familjen bracksteklar. Inga underarter finns listade.